# Plankenfels (Adelsgeschlecht)

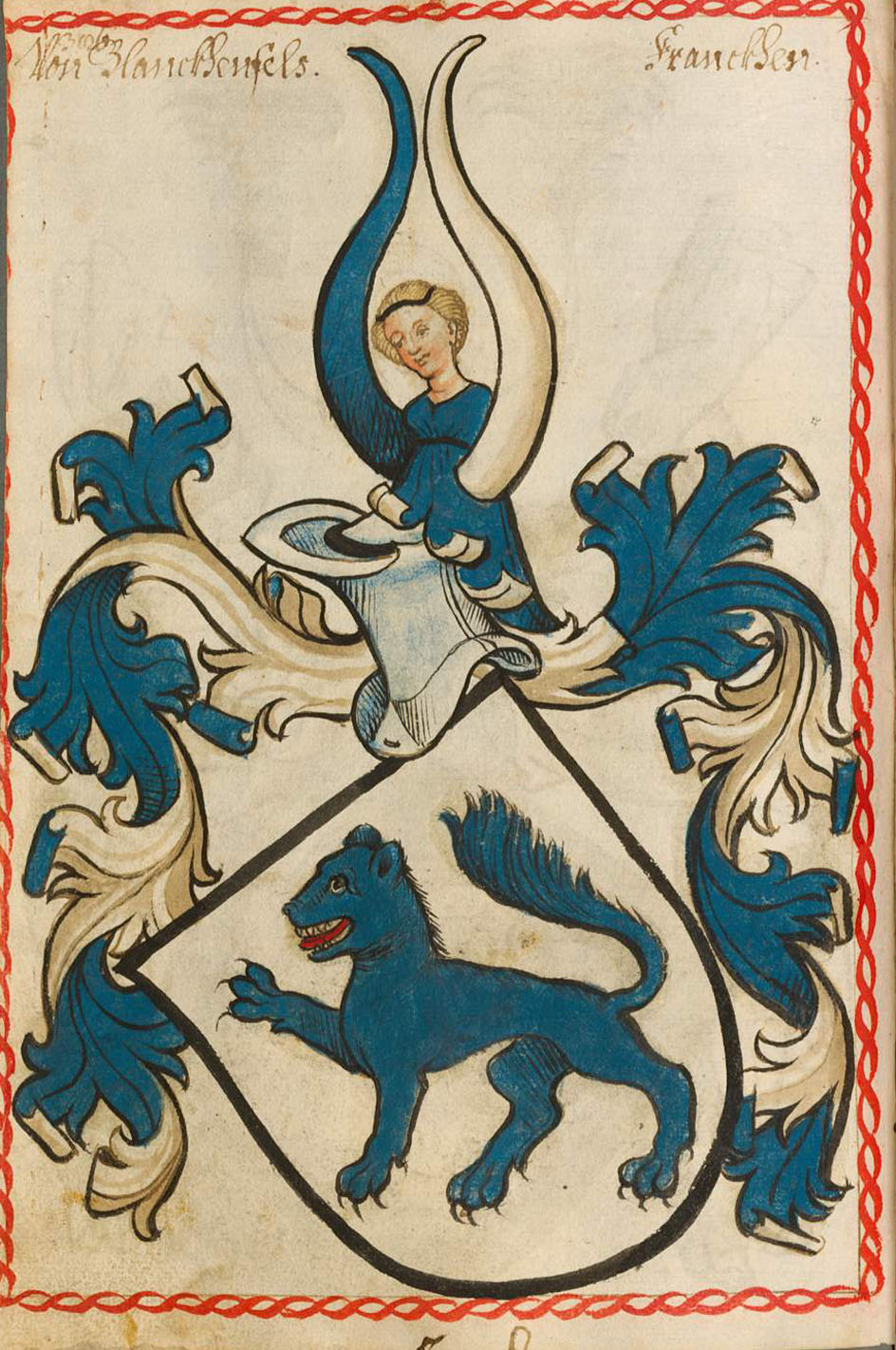
Wappen nach dem Scheiblerschen Wappenbuch

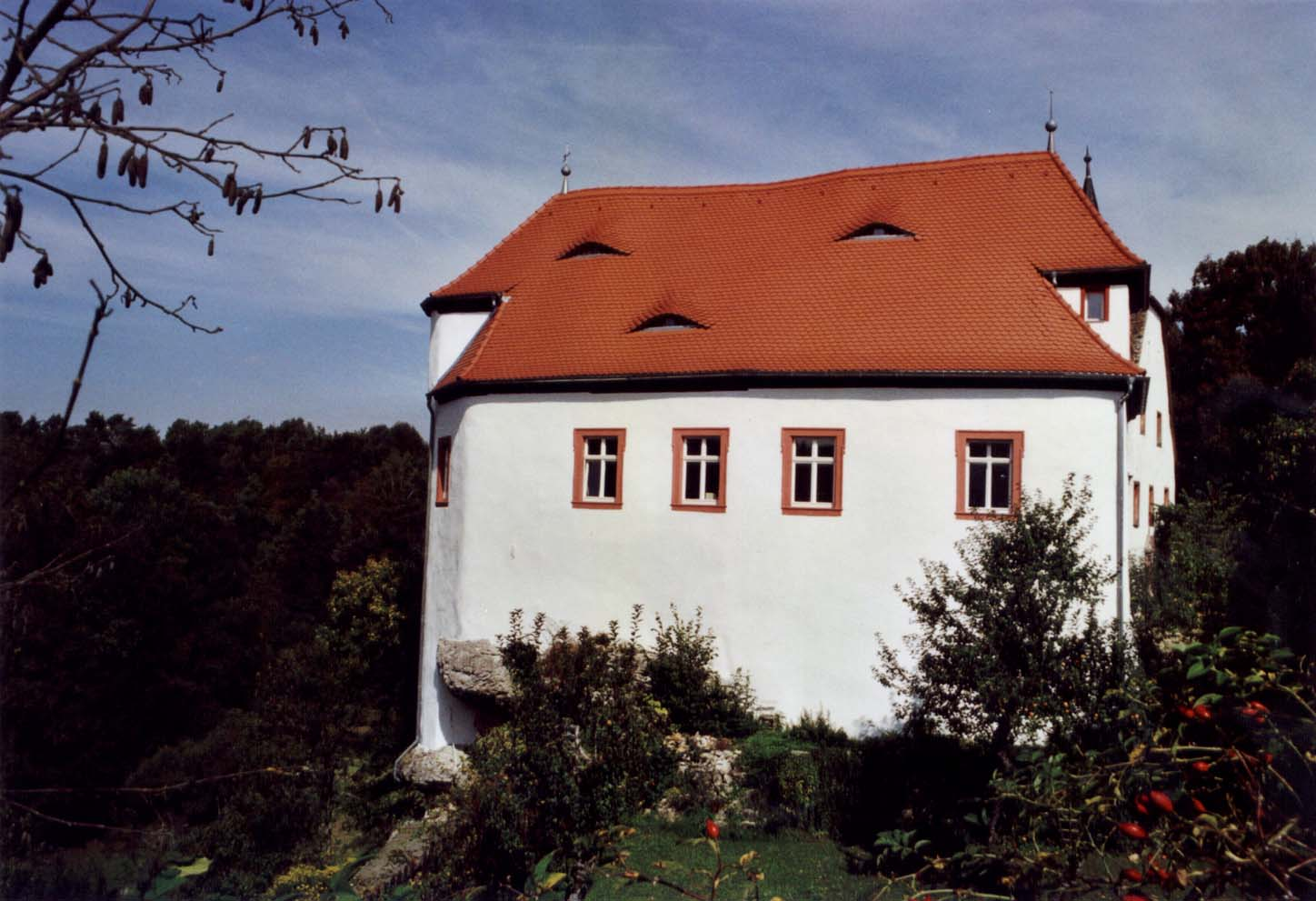
Schloss Plankenfels

Die Familie von Plankenfels (auch: Blanckenfels)  war ein fränkisches Rittergeschlecht mit Besitzungen im Ritterkanton Gebürg.

## Ursprung
Der namensgebende Ort Plankenfels ist heute eine Gemeinde im Landkreis Bayreuth im Regierungsbezirk Oberfranken. Das Geschlecht ist dort von 1255 bis 1538 nachgewiesen. „Cuonradus liber de Blanchenstein“ (Plankenstein (!)) (1217 urkundlich genannt) wird in der Literatur oft als Stammvater des Geschlechts angegeben. Caspar von Plankenfels, 1610 Landrichter zu Amberg, war wahrscheinlich der letzte Mann des Geschlechts. In der Literatur wird die Familie sehr häufig als „Blanckenfels“, „Blankenfels“ oder „Planckenfels“ genannt.

## Persönlichkeiten
- Friedrich III. von Plankenfels († 1457): Bischof von Regensburg (1450–1457)
- Ulrich von Plankenfels[1]: Bischof von Chiemsee (1453–1467)

## Wappen
Das Wappen zeigt in Silber einen steigenden blauen Wolf. Auf dem Helm mit blau-silbernen Helmdecken ein Frauenrumpf zwischen rechts blau und links silbernen Büffelhörnern. In Siebmachers Wappenbüchern finden sich Darstellungen des blau gekleideten (oder blau-silbern gespaltenen) Frauenrumpfes mit von blauen Schlangen umwundenen Armen ohne Hände (oder stattdessen Büffelhörnern).
Das Wappen der Gemeinde Plankenfels erinnert in Elementen an dieses Geschlecht.

Wappen der Familie in Siebmachers Wappenbuch, 1605
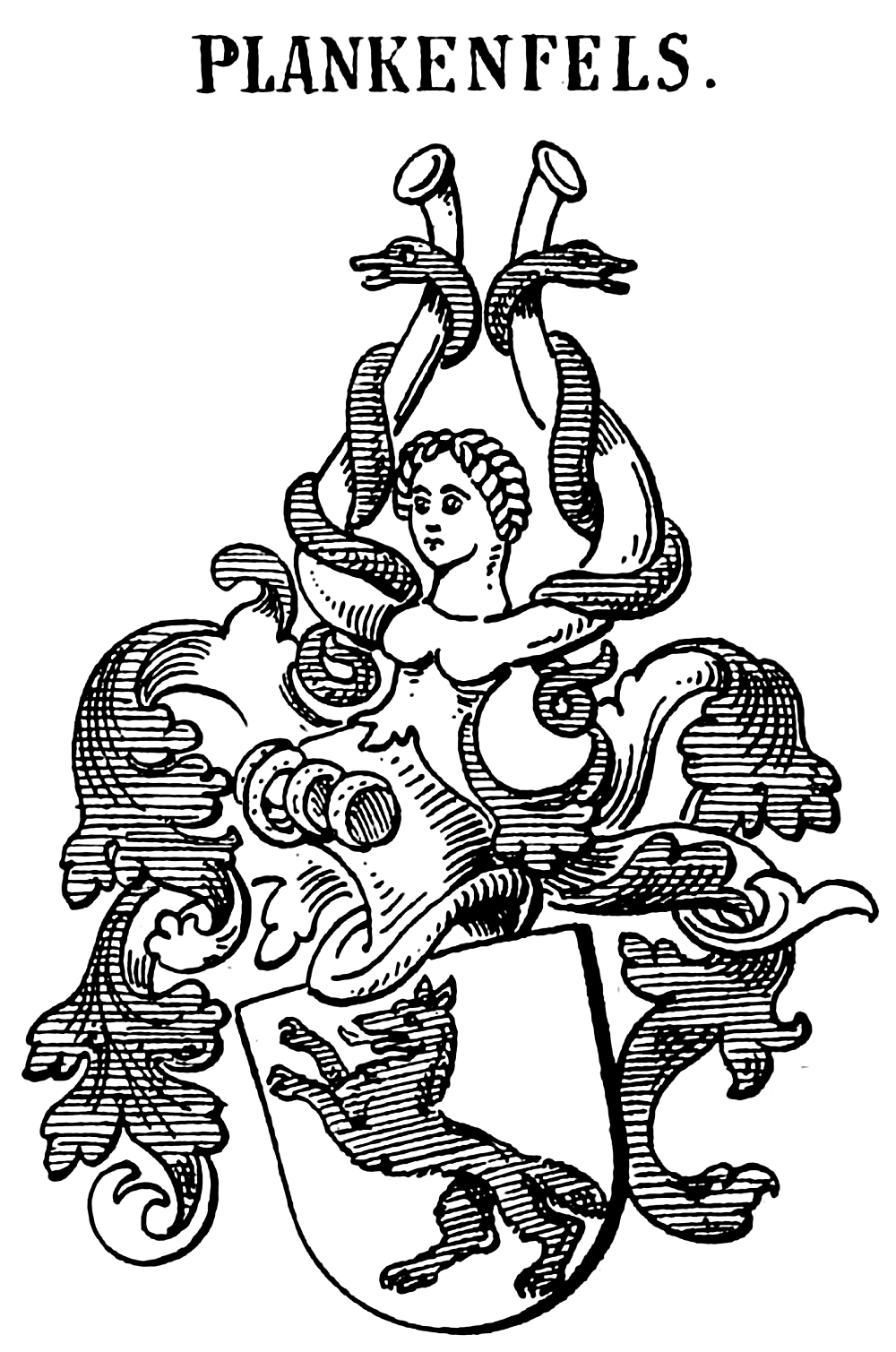
Wappen in Siebmachers Wappenbuch, 1911
Wappen der Gemeinde Plankenfels